# Ulvsunda
Ulvsunda – dzielnica (stadsdel) Sztokholmu, położona w jego zachodniej części (Västerort) i wchodząca w skład stadsdelsområde Bromma. Graniczy z dzielnicami Ulvsunda industriområde, Traneberg, Alvik, Stora Mossen i Riksby.
Według danych opublikowanych przez gminę Sztokholm, 31 grudnia 2020 r. Ulvsunda liczyła 2816 mieszkańców. Powierzchnia dzielnicy wynosi łącznie 0,96 km², z czego 0,11 km² stanowią wody.